# Jack Reynor

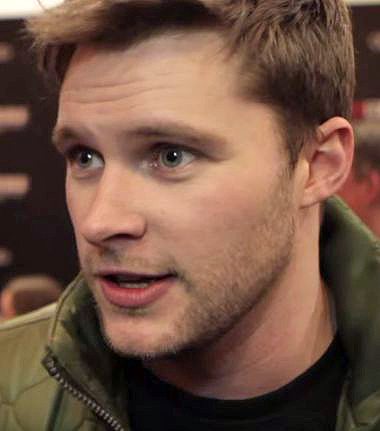
Jack Reynor beim Dublin International Film Festival 2016

Jack Reynor (* 23. Januar 1992 in Longmont, Colorado) ist ein US-amerikanisch-irischer Schauspieler.

## Leben
Reynor wurde in den Vereinigten Staaten geboren, wuchs aber im irischen Wicklow auf. Er besitzt bis heute beide Staatsbürgerschaften.
Im Jahr 2012 übernahm er seine erste größere Rolle in Kirsten Sheridans Drama Das Puppenhaus. Durch seine erste Hauptrolle in Lenny Abrahamsons What Richard Did wurde Regisseur Michael Bay auf Reynor aufmerksam und besetzte ihn schließlich für seinen Film Transformers: Ära des Untergangs. Zuvor dreht Reynor mit Vince Vaughn und Cobie Smulders die Komödie Der Lieferheld – Unverhofft kommt oft.
2015 war er in Justin Kurzels Filmdrama Macbeth als Malcolm und 2016 in John Carneys Musikfilm Sing Street als Brendan zu sehen. In Die Macht des Bösen verkörperte er 2017 den tschechoslowakischen Widerstandskämpfer Jozef Gabčík, der zusammen mit Jan Kubiš das Attentat auf Reinhard Heydrich ausführte.

## Filmografie (Auswahl)
- 2000: Country
- 2010: Three Wise Women (Fernsehfilm)
- 2012: Das Puppenhaus (Dollhouse)
- 2012: Chasing Leprechauns (Fernsehfilm)
- 2012: What Richard Did
- 2013: Cold
- 2013: Der Lieferheld – Unverhofft kommt oft (Delivery Man)
- 2014: Transformers: Ära des Untergangs (Transformers: Age of Extinction)
- 2014: Glassland
- 2015: A Royal Night – Ein königliches Vergnügen (A Royal Night Out)
- 2015: Macbeth
- 2016: Sing Street
- 2016: Free Fire
- 2016: Ein verborgenes Leben – The Secret Scripture (The Secret Scripture)
- 2017: Die Macht des Bösen (The Man with the Iron Heart)
- 2017: Detroit
- 2017: Philip K. Dick’s Electric Dreams (Fernsehserie, Folge 1x02)
- 2018: Kin
- 2018: Mogli: Legende des Dschungels (Mowgli: Legend of the Jungle, Stimme)
- 2018–2019: Strange Angel (Fernsehserie, 17 Folgen)
- 2019: Midsommar
- 2021: Cherry – Das Ende aller Unschuld (Cherry)
- 2022: Peripherie (The Peripheral, Fernsehserie, 8 Folgen)
- 2023: Flora and Son
- 2023: The Darkest Truth – Im Schatten der Wahrheit (The Good Mother)
- 2024: Ein neuer Sommer ( The Perfect Couple, Fernsehserie, 6 Folgen)

## Auszeichnungen
Irish Film and Television Awards
- 2016: Auszeichnung als Bester Nebendarsteller (Sing Street)[5]